# Poříčí (Chyše)
Poříčí (německy Poritsch) je malá vesnice, část města Chyše v okrese Karlovy Vary v Karlovarském kraji. Nachází se asi 3,5 kilometru jihovýchodně od Chyš. Poříčí leží v katastrálním území Čichořice o výměře 4,79 km².

## Historie
První písemná zmínka o vesnici pochází z roku 1579.

## Přírodní poměry
Asi 800 metrů jihozápadně od vesnice se nad strmým svahem údolí Střely nachází hřbet, na němž na povrch vystupuje patnáct metrů dlouhý výchoz šedé jemnozrnné horniny, obklopené fylity a metadrobami. Výchoz je tvořen žílou metaporfyru, která je součástí šest kilometrů dlouhého roje žil metaporfyru a metaryolitu. Hornina obsahuje drobné vyrostlice plagioklasu a kalcitu.

## Obyvatelstvo
Při sčítání lidu v roce 1921 ve vsi žilo 41 obyvatel (z toho 23 mužů) německé národnosti a římskokatolického vyznání. Podle sčítání lidu z roku 1930 měla vesnice čtyřicet obyvatel se stejnou národnostní a náboženskou strukturou.
|                                                                | 1869 | 1880 | 1890 | 1900 | 1910 | 1921 | 1930 | 1950 | 1961 | 1970 | 1980 | 1991 | 2001 | 2011 | 2021 |
| -------------------------------------------------------------- | ---- | ---- | ---- | ---- | ---- | ---- | ---- | ---- | ---- | ---- | ---- | ---- | ---- | ---- | ---- |
| Obyvatelé                                                      | 37   | 39   | 47   | 48   | 43   | 41   | 40   | 11   | 14   | 7    | 2    | —    | —    | —    | 4    |
| Domy                                                           | 8    | 8    | 8    | 8    | 8    | 8    | 8    | 5    | —    | 1    | 1    | 1    | 1    | 1    | 2    |
| Počet domů z roku 1961 je zahrnut v domech místní části Chyše. |      |      |      |      |      |      |      |      |      |      |      |      |      |      |      |

## Obecní správa
Při sčítání lidu v letech 1869–1950 Poříčí bylo osadou obce Čichořice, se kterým patřilo nejprve do okresu Žlutice, ale v roce 1950 v okrese Podbořany. Od roku 1960 je částí města Chyše v okrese Karlovy Vary.

## Galerie

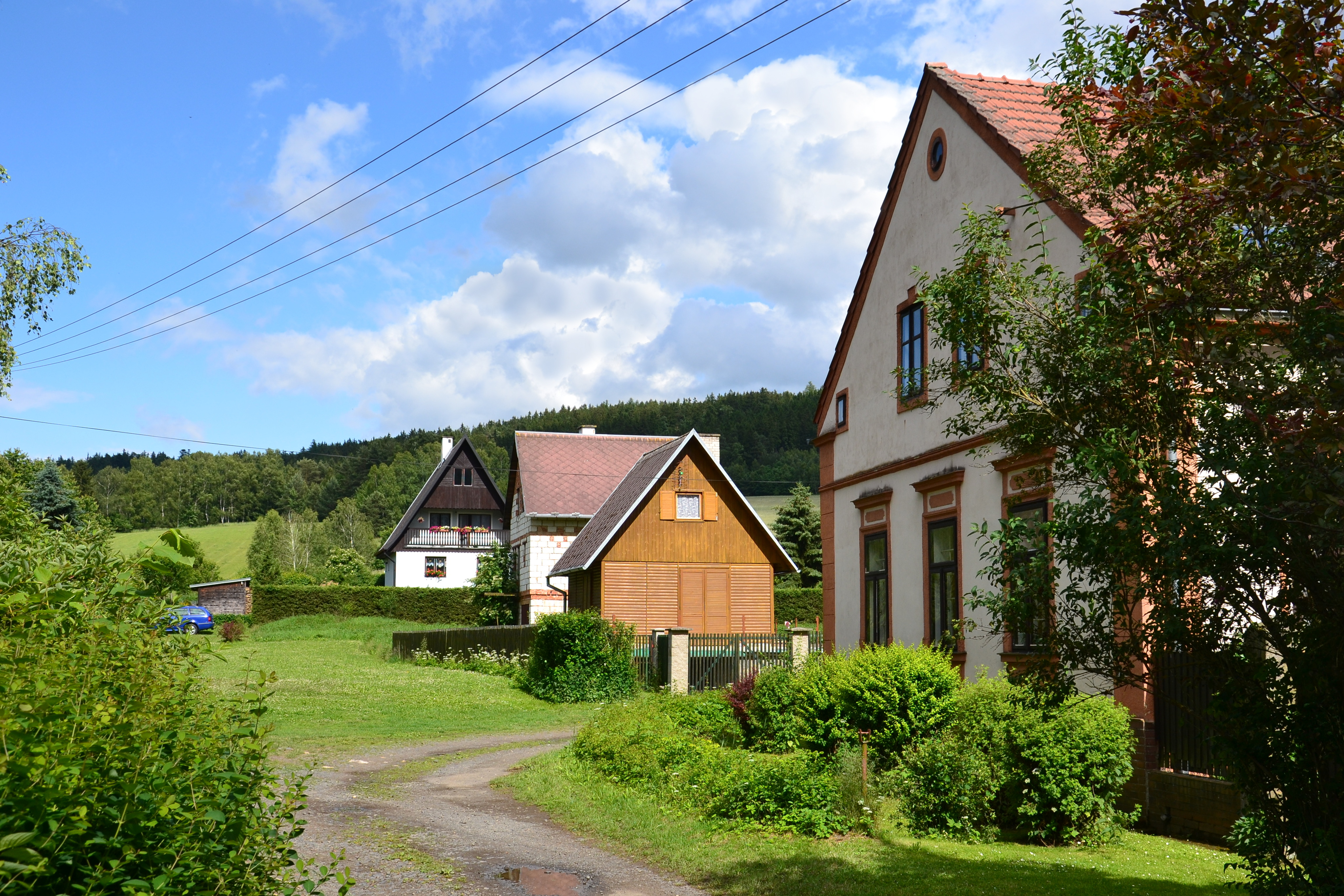
Domy na severním okraji vesnice
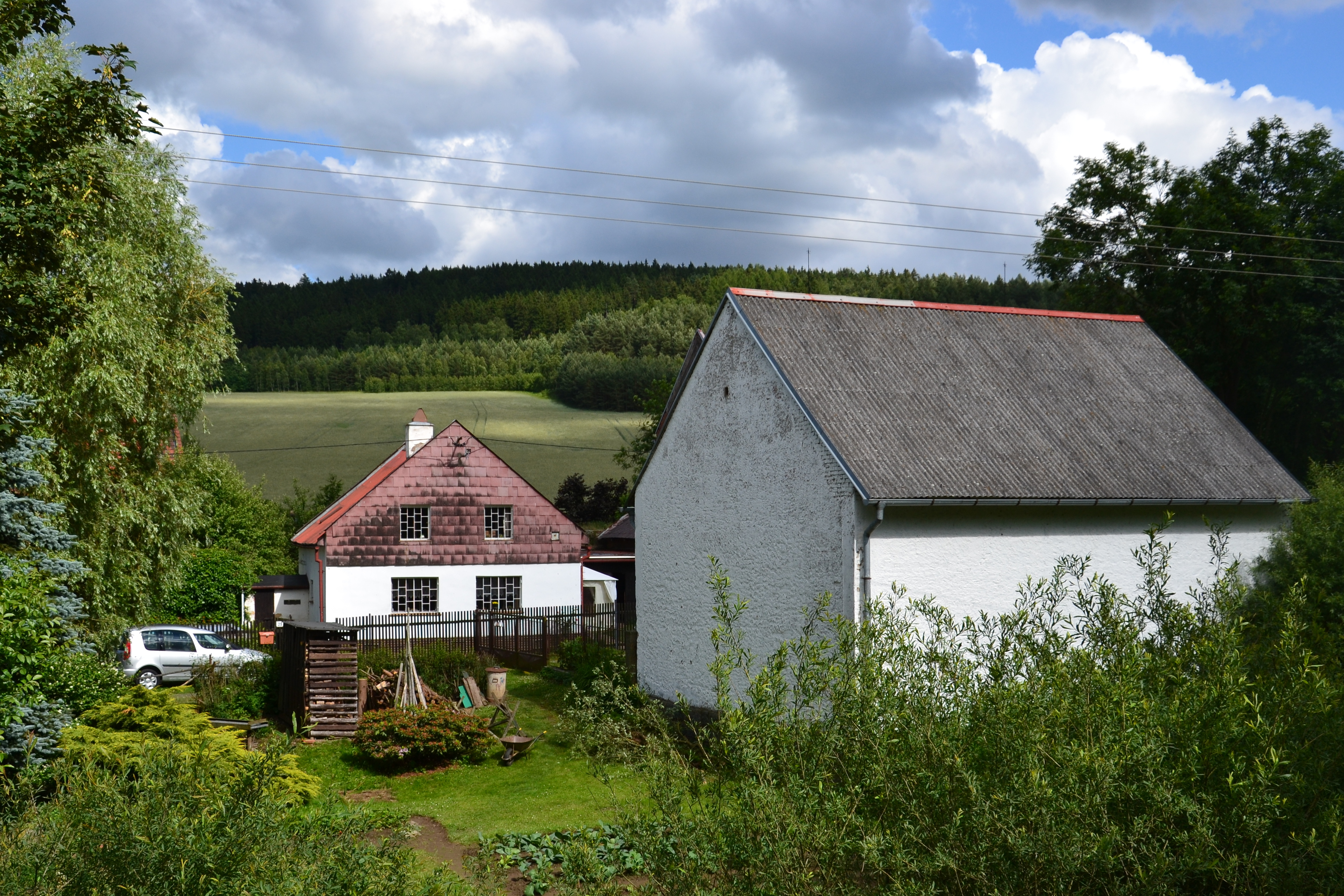
Usedlost u mostu
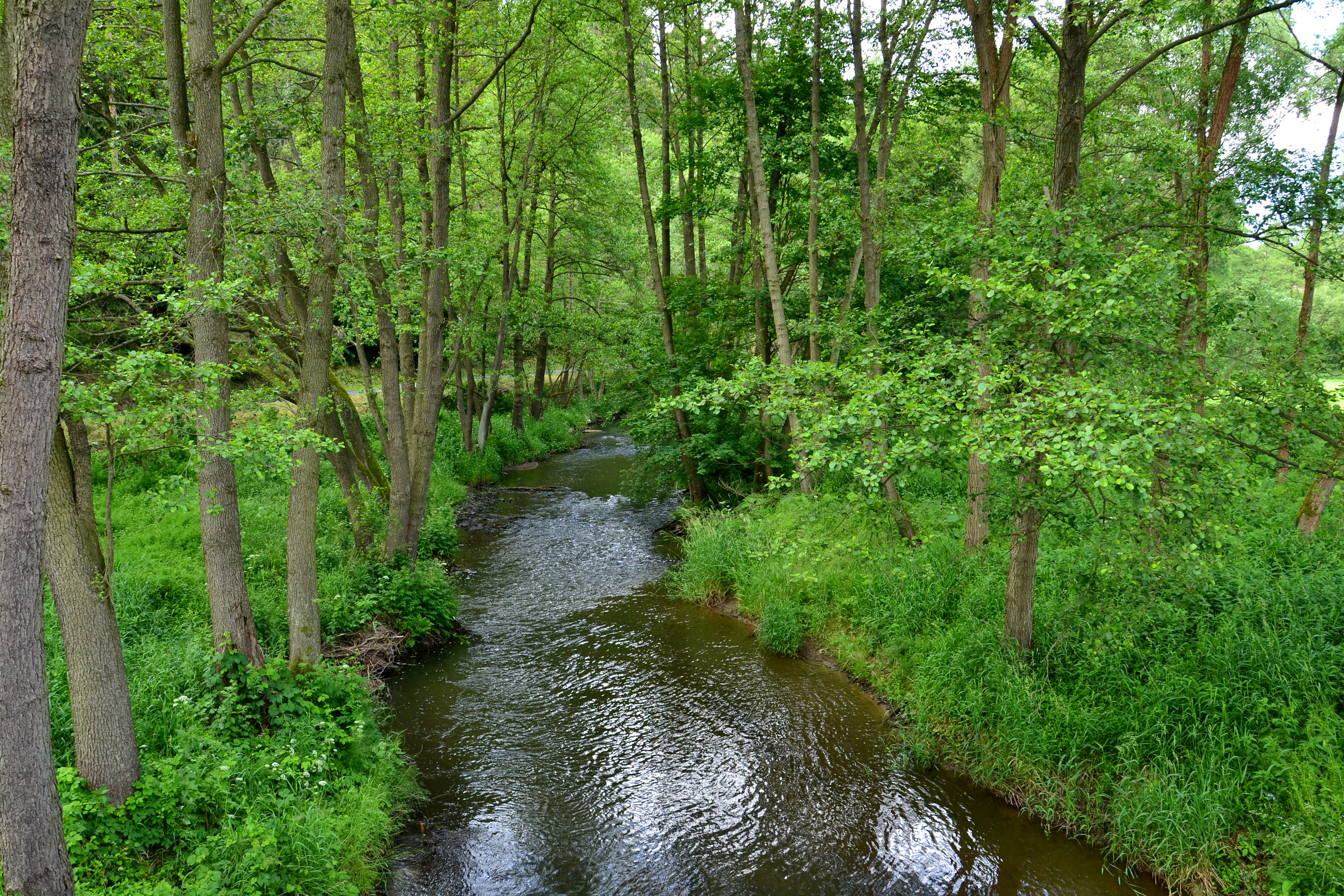
Střela u Poříčí